# 文の里駅
文の里駅（ふみのさとえき）は、大阪府大阪市阿倍野区昭和町一丁目にある、大阪市高速電気軌道 (Osaka Metro) 谷町線の駅。駅番号はT29。

## 歴史
旧南海平野線文ノ里停留場の代替駅。代替なく廃止された同線苗代田停留場の代わりや股ヶ池停留場の代替もある程度引き継いだ。

### 年表
- 1980年（昭和55年）11月27日：谷町線天王寺 - 八尾南間延伸時に開業[1]。
- 2018年（平成30年）4月1日：大阪市交通局の民営化により、大阪市高速電気軌道 (Osaka Metro) の駅となる。

## 駅構造
島式1面2線の地下駅である。改札口は1か所のみ。
八尾南寄りに折り返し線があり、平日の8、9時台また17〜21時台には都島・大日方面行きの始発列車、当駅止まりの列車も運転されていたが、2017年3月25日のダイヤ改正により、土曜休日の1列車を除く全ての列車が大日行または八尾南行となった。
当駅は、平野管区駅に所属しており、駅長が配置され、当駅および阿倍野駅を管轄している。

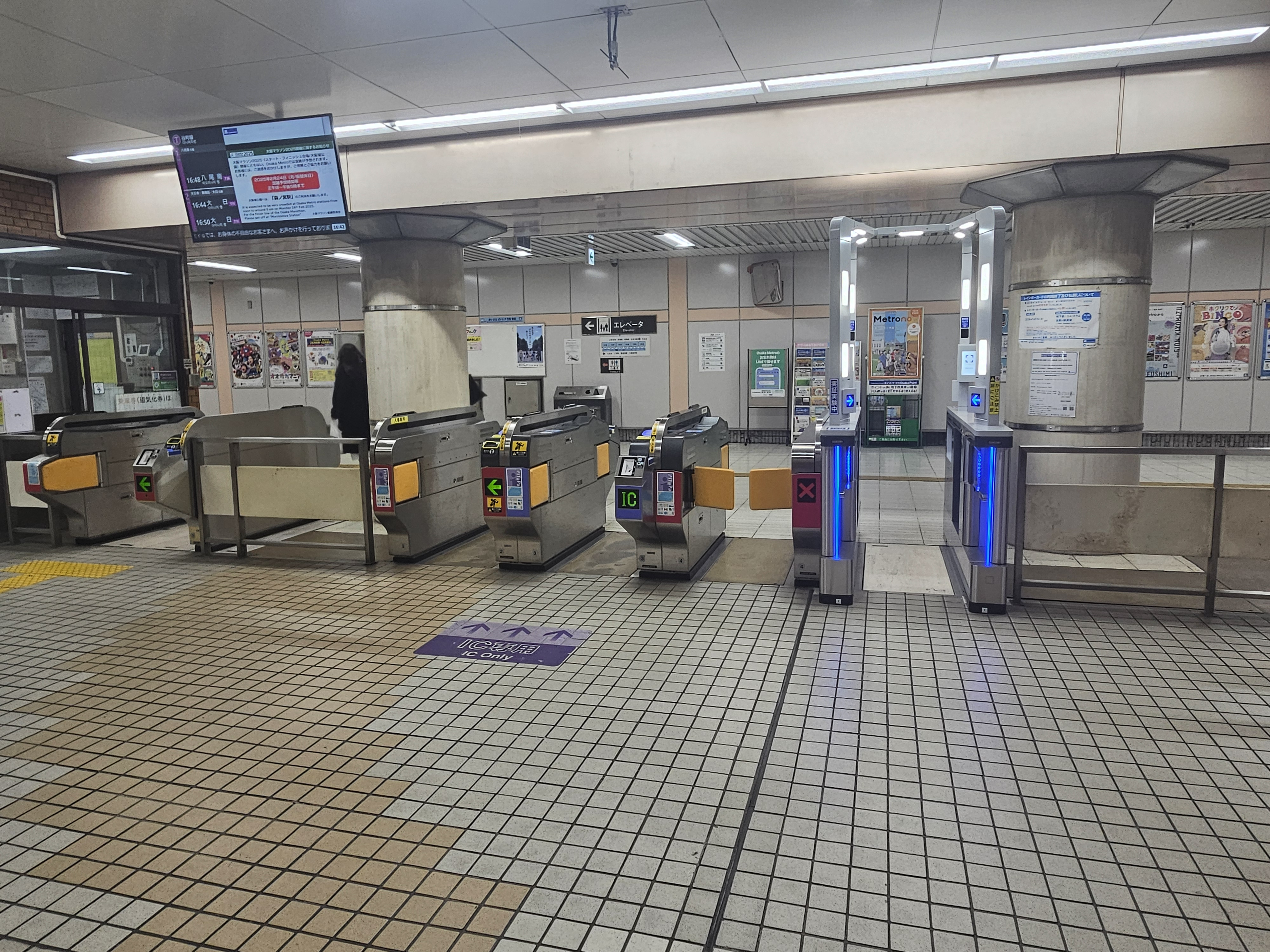
改札（2025年2月）
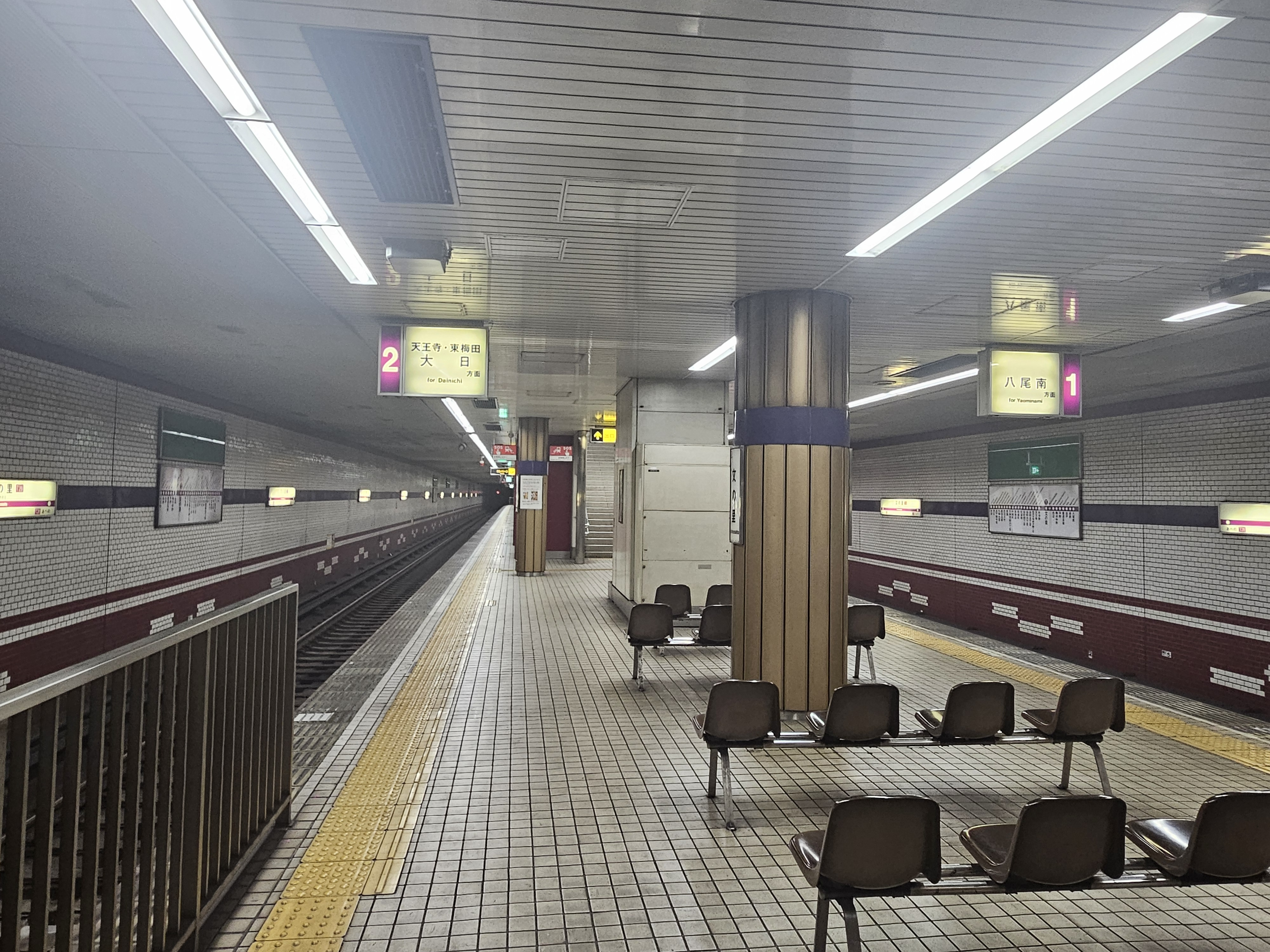
プラットホーム（2025年2月）

### のりば
| 番線 | 路線   | 行先                     |
| ---- | ------ | ------------------------ |
| 1    | 谷町線 | 八尾南方面               |
| 2    | 谷町線 | 天王寺・東梅田・大日方面 |

### 出口
| 出口番号 | 出口周辺                                                                     | 備考             |
| -------- | ---------------------------------------------------------------------------- | ---------------- |
| 1        | 自転車駐車場連絡口                                                           |                  |
| 2        | 阿倍野消防署・シティバスのりば                                               |                  |
| 3        | 阿倍野区役所・阿倍野区保健福祉センター・阿倍野第2合同庁舎 なにわ南府税事務所 |                  |
| 4        | 御堂筋線昭和町駅・シティバス乗り場                                           | エレベーターあり |
| 5        | 阿倍野郵便局                                                                 |                  |
| 6        |                                                                              |                  |

## 利用状況
2024年11月12日の1日乗降人員は11,329人（乗車人員：5,759人、降車人員：5,570人）であり、谷町線の駅では26駅中23位（田辺駅・長原駅・八尾南駅に次いで4番目に少ない）。
各年度の特定日における利用状況は下表の通りである。なお1995年度の記録については1996年に行われた調査であるが、会計年度上表中に記載の年度となる。
| 年度               | 調査日   | 乗車人員 | 降車人員 | 乗降人員 | 出典          | 出典          |
| 年度               | 調査日   | 乗車人員 | 降車人員 | 乗降人員 | メトロ        | 大阪府        |
| ------------------ | -------- | -------- | -------- | -------- | ------------- | ------------- |
| 1981年（昭和56年） | 11月10日 | 4,143    | 4,126    | 8,269    |               | [ 大阪府 1 ]  |
| 1985年（昭和60年） | 11月12日 | 4,858    | 4,909    | 9,767    |               | [ 大阪府 2 ]  |
| 1987年（昭和62年） | 11月10日 | 5,007    | 5,020    | 10,027   |               | [ 大阪府 3 ]  |
| 1990年（平成02年） | 11月06日 | 5,163    | 4,970    | 10,133   |               | [ 大阪府 4 ]  |
| 1995年（平成07年） | 02月15日 | 4,101    | 4,089    | 8,190    |               | [ 大阪府 5 ]  |
| 1998年（平成10年） | 11月10日 | 4,300    | 4,240    | 8,560    |               | [ 大阪府 6 ]  |
| 2007年（平成19年） | 11月13日 | 4,336    | 4,182    | 8,518    |               | [ 大阪府 7 ]  |
| 2008年（平成20年） | 11月11日 | 4,646    | 4,280    | 8,926    |               | [ 大阪府 8 ]  |
| 2009年（平成21年） | 11月10日 | 4,795    | 4,567    | 9,362    |               | [ 大阪府 9 ]  |
| 2010年（平成22年） | 11月09日 | 4,713    | 4,432    | 9,145    |               | [ 大阪府 10 ] |
| 2011年（平成23年） | 11月08日 | 4,777    | 4,565    | 9,342    |               | [ 大阪府 11 ] |
| 2012年（平成24年） | 11月13日 | 4,945    | 4,701    | 9,646    |               | [ 大阪府 12 ] |
| 2013年（平成25年） | 11月19日 | 5,059    | 4,899    | 9,958    | [ メトロ 1 ]  | [ 大阪府 13 ] |
| 2014年（平成26年） | 11月11日 | 5,128    | 4,843    | 9,971    | [ メトロ 2 ]  | [ 大阪府 14 ] |
| 2015年（平成27年） | 11月17日 | 5,415    | 5,194    | 10,609   | [ メトロ 3 ]  | [ 大阪府 15 ] |
| 2016年（平成28年） | 11月08日 | 5,561    | 5,374    | 10,935   | [ メトロ 4 ]  | [ 大阪府 16 ] |
| 2017年（平成29年） | 11月14日 | 5,751    | 5,603    | 11,354   | [ メトロ 5 ]  | [ 大阪府 17 ] |
| 2018年（平成30年） | 11月13日 | 5,391    | 5,266    | 10,657   | [ メトロ 6 ]  | [ 大阪府 18 ] |
| 2019年（令和元年） | 11月12日 | 5,223    | 4,968    | 10,191   | [ メトロ 7 ]  | [ 大阪府 19 ] |
| 2020年（令和02年） | 11月10日 | 5,020    | 4,840    | 9,860    | [ メトロ 8 ]  | [ 大阪府 20 ] |
| 2021年（令和03年） | 11月16日 | 5,012    | 4,830    | 9,842    | [ メトロ 9 ]  | [ 大阪府 21 ] |
| 2022年（令和04年） | 11月15日 | 5,190    | 4,944    | 10,134   | [ メトロ 10 ] | [ 大阪府 22 ] |
| 2023年（令和05年） | 11月07日 | 5,353    | 5,217    | 10,570   | [ メトロ 11 ] | [ 大阪府 23 ] |
| 2024年（令和06年） | 11月12日 | 5,759    | 5,570    | 11,329   | [ メトロ 12 ] |               |

## 駅周辺

### 公共機関
- 阿倍野区役所
- 阿倍野区保健福祉センター
- 阿倍野税務署
- ハローワーク阿倍野（文の里庁舎）
- 日本郵政グループ
  - 阿倍野郵便局（集配局）
  - 阿倍野文ノ里局
  - 阿倍野苗代田局
- 阿倍野消防署
- 阪神高速14号松原線文の里出入口
- 大阪府道28号大阪高石線
- 御堂筋線 昭和町駅 - 近隣にあるが、連絡運輸は行っていない。

### 学校
- 大阪府立天王寺高等学校
- 大阪府立阿倍野高等学校
- 大阪府立工芸高等学校
- 大阪市立デザイン教育研究所
- 明浄学院高等学校
- 大阪市立文の里中学校
- 大阪市立常盤小学校
- 大阪市立苗代小学校
- 辻調理師専門学校・辻製菓専門学校・エコール辻

### 金融機関
- 池田泉州銀行 昭和町支店（■旧・泉州店舗）
- 尼崎信用金庫 昭和町支店
- 大阪シティ信用金庫 阿倍野支店
- 日本政策金融公庫 阿倍野支店

### 商業施設
- 阪急オアシス あべの店
- 文の里商店街
- 明浄通商店街

### その他
- 苗代田公園
- 桃ヶ池公園
- 曲田商店・松崎食産 - 曲田商店は「とんかつKYK」や「カレーサンマルコ」などを経営し、松崎食産は前述の店舗に食材の供給販売を行う。
- ツジカワ（包装資材）
- 村田金箔
- 末日聖徒イエス・キリスト教会 阿倍野ワード

## 隣の駅
大阪市高速電気軌道 (Osaka Metro)
 谷町線
阿倍野駅 (T28) - 文の里駅 (T29) - 田辺駅 (T30)
- ( ) 内は駅番号を示す。

### 記事本文

### 利用状況
1. ↑  路線別駅別乗降人員 - 大阪市高速電気軌道
2. ↑  大阪府統計年鑑 - 大阪府
3. ↑  大阪市統計書 - 大阪市

#### 大阪市高速電気軌道
1. ↑  路線別乗降人員 （2013年11月19日（火）交通調査） (PDF)
2. ↑  路線別乗降人員 （2014年11月11日（火）交通調査） (PDF)
3. ↑  路線別乗降人員 （2015年11月17日（火）交通調査） (PDF)
4. ↑  路線別乗降人員 （2016年11月8日（火）交通調査） (PDF)
5. ↑  路線別乗降人員 （2017年11月14日（火）交通調査） (PDF)
6. ↑  路線別乗降人員 （2018年11月13日（火）交通調査） (PDF)
7. ↑  路線別乗降人員 （2019年11月12日（火）交通調査） (PDF)
8. ↑  路線別乗降人員 （2020年11月10日（火）交通調査） (PDF)
9. ↑  路線別乗降人員 （2021年11月16日（火）交通調査） (PDF)
10. ↑  路線別乗降人員 （2022年11月15日（火）交通調査） (PDF)
11. ↑  路線別乗降人員 （2023年11月7日（火）交通調査） (PDF)
12. ↑  路線別乗降人員 （2024年11月12日（火）交通調査） (PDF)

#### 大阪府統計年鑑
1. ↑  大阪府統計年鑑（昭和57年） (PDF)
2. ↑  大阪府統計年鑑（昭和61年） (PDF)
3. ↑  大阪府統計年鑑（昭和63年） (PDF)
4. ↑  大阪府統計年鑑（平成3年） (PDF)
5. ↑  大阪府統計年鑑（平成8年） (PDF)
6. ↑  大阪府統計年鑑（平成11年） (PDF)
7. ↑  大阪府統計年鑑（平成20年） (PDF)
8. ↑  大阪府統計年鑑（平成21年） (PDF)
9. ↑  大阪府統計年鑑（平成22年） (PDF)
10. ↑  大阪府統計年鑑（平成23年） (PDF)
11. ↑  大阪府統計年鑑（平成24年） (PDF)
12. ↑  大阪府統計年鑑（平成25年） (PDF)
13. ↑  大阪府統計年鑑（平成26年） (PDF)
14. ↑  大阪府統計年鑑（平成27年） (PDF)
15. ↑  大阪府統計年鑑（平成28年） (PDF)
16. ↑  大阪府統計年鑑（平成29年） (PDF)
17. ↑  大阪府統計年鑑（平成30年） (PDF)
18. ↑  大阪府統計年鑑（令和元年） (PDF)
19. ↑  大阪府統計年鑑（令和2年） (PDF)
20. ↑  大阪府統計年鑑（令和3年） (PDF)
21. ↑  大阪府統計年鑑（令和4年） (PDF)
22. ↑  大阪府統計年鑑（令和5年） (PDF)
23. ↑  大阪府統計年鑑（令和6年） (PDF)